# 1234 (大江千里のアルバム)
『1234』（ワンツースリーフォー）は、大江千里7作目のスタジオ・アルバム。1988年7月21日、EPIC/SONY RECORDSから発売（規格品番は32・8H-5034→ESCB 1246）。

## 解説
前作『OLYMPIC』から1年を経て発表されたセルフ・プロデュース。
編曲は大村雅朗。
1989年、第3回日本ゴールドディスク大賞にて「THE BEST ALBUM OF THE YEAR」ポップス（男性ソロ）部門で受賞。
2008年7月1日発売CD-BOX『Senri Premium 〜MY GLORY DAYS 1983-1988』に全曲デジタル・リマスタリングされ収録。

## 収録曲
| 全作詞・作曲: 大江千里、全編曲: 大村雅朗。 |                          |          |            |      |
| #                                          | タイトル                 | 作詞     | 作曲・編曲 | 時間 |
| 1.                                         | 「GLORY DAYS」           | 大江千里 | 大江千里   | 3:33 |
| 2.                                         | 「平凡」                 | 大江千里 | 大江千里   | 5:03 |
| 3.                                         | 「ROLLING BOYS IN TOWN」 | 大江千里 | 大江千里   | 3:40 |
| 4.                                         | 「Rain」                 | 大江千里 | 大江千里   | 4:47 |
| 5.                                         | 「ハワイへ行きたい」     | 大江千里 | 大江千里   | 4:11 |
| 6.                                         | 「サヴォタージュ」       | 大江千里 | 大江千里   | 4:33 |
| 7.                                         | 「帰郷」                 | 大江千里 | 大江千里   | 4:04 |
| 8.                                         | 「昼グリル」             | 大江千里 | 大江千里   | 4:29 |
| 9.                                         | 「消えゆく想い」         | 大江千里 | 大江千里   | 3:40 |
| 10.                                        | 「ジェシオ'S BAR」       | 大江千里 | 大江千里   | 4:41 |
| 合計時間:                                  | 合計時間:                | 42:41    |            |      |

## 曲解説
1. GLORY DAYS
14thシングル。
2. 平凡
3. ROLLING BOYS IN TOWN
コーラスでデーモン小暮、佐橋佳幸が参加[3]。
4. Rain
詳細は該当項目を参照。
5. ハワイへ行きたい
 アナログ盤は、この曲までA面[3]。
6. サヴォタージュ
アナログ盤は、この曲からB面[3]。
7. 帰郷
ドイツ人のマチアス・ルストが、1987年にモスクワの「赤の広場」にセスナ機で着陸した事件を取り上げた曲。
8. 昼グリル
9. 消えゆく想い
10. ジェシオ'S BAR
コーラスで渡辺美里、佐橋、豊広純子が参加[3]。

## 参加ミュージシャン
- 大江千里 - ボーカル、ピアノ
- 大村雅朗 - キーボード
- 富樫春生 - キーボード
- 小林武史 - キーボード
- 松原正樹 - ギター
- 佐橋佳幸 - ギター、コーラス（#3, 10）
- 美久月千晴 - ベース
- 山木秀夫 - ドラムス
- 数原晋 - トランペット
- 菅坡雅彦 - トランペット
- 西山健治 - トロンボーン
- 金城寛文 - サクソフォーン
- ジェイク・コンセプション - サクソフォーン
- Joe Strings - ストリングス
- デーモン小暮 - コーラス（#3）
- 渡辺美里 - コーラス（#10）
- 豊広純子 - コーラス（#10）
- 迫田到 - シンセサイザープログラミング
- 石川鉄男 - シンセサイザープログラミング

## 発売形態
- LP/CT/CD 発売：EPIC/SONY（CBS/Sony Group Inc.）
- CD（規格品番：ESCB 1246・1991年11月1日）発売：Epic/Sony Records

### SonyMusic
- 1234  –  ディスコグラフィ